# Samostan Pantokrator
Samostan Pantokrator (grško starogrško Μονή Παντοκράτορος, Moní Pantokrátoros)  je samostan Vzhodne pravoslavne cerkve v meniški državi Atos v Grčiji. Stoji na severovzhodni obali polotoka Atos in je posvečen Jezusovi spremenitvi. Samostan je na sedmem mestu v hierarhiji atoških samostanov.
Samostan sta leta 1363 ustanovila megas stratopedarches Aleksej in megas primikerios Ivan. 
V samostanski knjižnici hranijo okoli 350 rokopisov in 3.500 tiskanih knjig. Samostanski dokumenti so pisani v grškem in turškem jeziku. 
V samostanu trenutno (2019) prebiva okoli 17 menihov.